# Привибійна зона

Рис. 1. Варіант 1 визначення радіусу привибійної зони свердловини

Рис. 4. Схема привибійної зони свердловини.

Рис. 2. Варіант 2 визначення радіусу привибійної зони свердловини

Рис. 3. Динаміка насичення привибійної зони свердловини фільтратами розчинів і рідинами: а — г - фази: а — первинного відкриття, б — цементування обсадної колони, в — вторинного відкриття (перфорація), г — освоєння; 1 — глиниста кірка; 2 — фільтрат промивальної рідини; 3 — обсадна колона; 4 — цементне кільце; 5 — фільтрат цементного розчину; 6 — перфораційний отвір; 7 — рідина глушіння; 8 — рідина освоєння

Привибійна зона (рос. призабойная зона, англ. borehole zone, critical area of a formation, bottomhole formation zone, нім. Stossnähe f, Stossbereich m; bohrlochnahe (sondennahe) Zone f) — при нафто- і газовидобутку — ділянка пласта, що примикає до стовбура свердловини, в межах якої змінюються фільтраційні характеристики продуктивного пласта в період будівництва, експлуатації або ремонту свердловини.

## Вступ
Причини, що приводять до зміни фільтраційних характеристик пласта: перерозподіл напружень у приствольній частині свердловини, гідродинамічний і фіз.-хім. вплив бурового розчину або ін. технологічних рідин на породу і пластові флюїди, фіз.-хім. процеси, викликані технологією і режимами експлуатації.
Конфігурація, розміри і гідродинамічні характеристики П.з. змінюються протягом всього терміну існування свердловини. Вони визначають гідравлічний зв'язок свердловини з пластом та істотно впливають на її продуктивність. Конфігурація зони із зміненими гідродинамічними характеристиками пласта в приствольній частині свердловини не має якоїсь суворої геом. форми, і її морфологія, особливо в тріщинних і тріщинно-порових колекторах, складна і різноманітна.
Впливаючи на П.з. різними способами (кислотне обробляння, гідророзрив пласта тощо), відновлюють або підвищують її фільтраційні характеристики. Найбільший ефект досягається комплексним впливом на П.з.

## Визначення розмірів привибійної зони свердловини
До теперішнього часу не існує жодних нормативних рекомендацій щодо чисельного визначення радіусу цієї зони, що в значній мірі ускладнює оцінку ефективності різних методів штучного впливу на привибійні зони свердловин і порівняння їх між собою.
Один з методів базується на апроксимації ліній логарифмічної залежності Р = f(r) прямими лініями 1 і 2, які перетинаються в точці А (рис. 1). Ця точка і дає розміри (радіус) привибійної зони свердловини rпзс. Можливі й інші методи, наприклад, можна розбити сумарні втрати енергії при русі продукції від контуру живлення до стінки свердловини порівну, тобто щоб площі S1, і S2 були рівні (рис. 2). Межа цих площ і буде чисельно визначати радіус ПЗС.

## ОБРОБЛЕННЯ ПРИВИБІЙНОЇ ЗОНИ ПЛАСТА
ОБРОБЛЕННЯ ПРИВИБІЙНОЇ ЗОНИ ПЛАСТА — у нафтовидобуванні — діяння на привибійну зону пласта з метою покращення або відновлення фільтраційних властивостей, а також кріплення її у випадку нестійкості колекторів аґентами і способами, які вибрані в залежності від геолого-фізичних умов і поставленого завдання — кислотами, нафтокислотними емульсіями, розчинниками, парою, електропрогріванням, пінами, розчинами ПАР, кумулятивною і гідропіскоструминною перфорацією, термохімічним способом, опромінюванням тепловим і акустичним полями, смолами і ін.

## ХІМІЧНІ МЕТОДИ ДІЯННЯ НА ПРИВИБІЙНУ ЗОНУ ПЛАСТА
Методи діяння на гірські породи в привибійній зоні різними кислотними розчинами з метою очищення порових каналів від внесених механічних домішок, розчинення деяких складових порід (карбонатів). У результаті збільшується пористість, проникність і відповідно дебіт свердловини. Найпоширенішим методом є соляно-кислотне оброблення.

## Руйнування пласта у привибійній зоні
Основні чинники, що сприяють руйнуванню пласта у привибійній зоні і виносу зруйнованої породи на денну поверхню:
- глибина залягання продуктивного пласта, його зцементованість, міцність і тривкість порід, природна проникність і фільтраційна характеристика;
- порушення технології перфорації колони обсадних труб, що  спричиняє руйнування ПЗП, цементного каменю і колони обсадних труб;
- вид пластового флюїду, що видобувається, і співвідношення флюїдів (нафта, вода, газ, газовий конденсат);
- освоєння свердловини зі створенням на продуктивний пласт великих депресій;
- значні робочі дебіти і швидкості фільтрації пластових флюїдів у ПЗП;
- наявність у ПЗП і в стовбурі свердловини рідини тощо.

Колектор являє собою фізичне тіло, що складається зі скелета, складеного зцементованими зернами різних мінералів і порового простору, заповненого пластовими флюїдами, який має певні міцнісні властивості.
Визначення допустимої депресії пов'язано із вивченням характеристик міцності гірських порід; тому для оцінки стійкості стінок свердловин і руйнування ПЗП використовуються рішення тривимірних завдань теорії пружності і пластичності у поєднанні з різними теоріями міцності:
 найбільших нормальних напружень;
 найбільших деформацій;
 найбільших дотичних напружень;
 питомої потенціальної енергії деформації.
Слід зазначити, що напруження, при якому відбувається пластична деформація чи руйнація колектора є граничним напруженням стану. Відповідно до теорії нормальних напружень руйнування починається тоді, коли максимальне нормальне напруження досягає тимчасового опору розриву.